# Distrito de Piscobamba

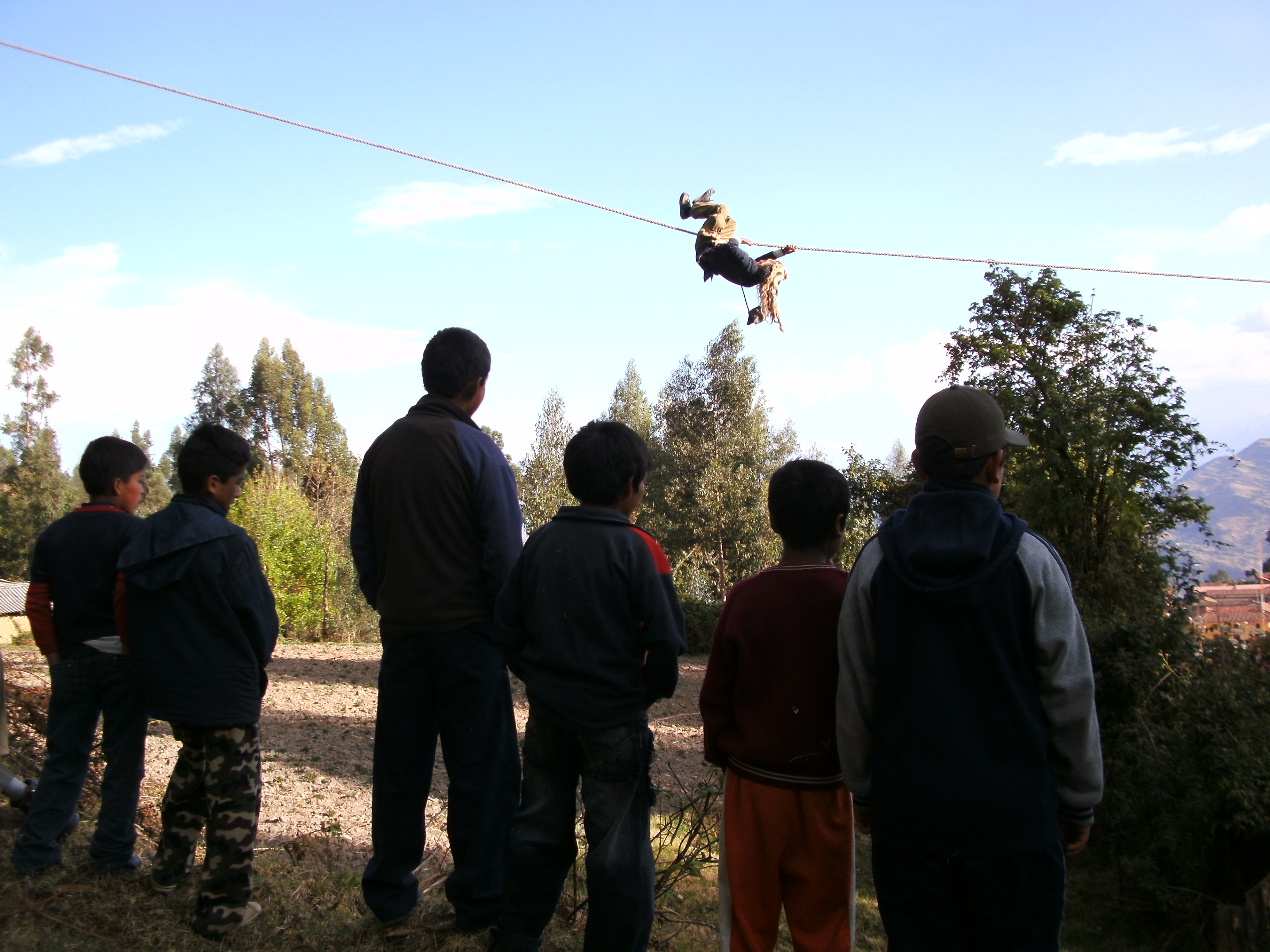
Cruzando por el cable "el río Marañón"

El distrito de Piscobamba es uno de los ocho que conforman la provincia de Mariscal Luzuriaga ubicada en el departamento de Áncash en el Norte del Perú. 
Fue creado mediante la Ley N.º 12451  del 12 de enero de 1956 firmada por el presidente Manuel Odría. Se ubica en la parte central y oriental de la Sierra de Áncash, literalmente frente al nevado Huascarán, a una altitud de 3 250 m s. n. m. Su territorio abarca los pisos altitudinales de quechua, suni y jalca.

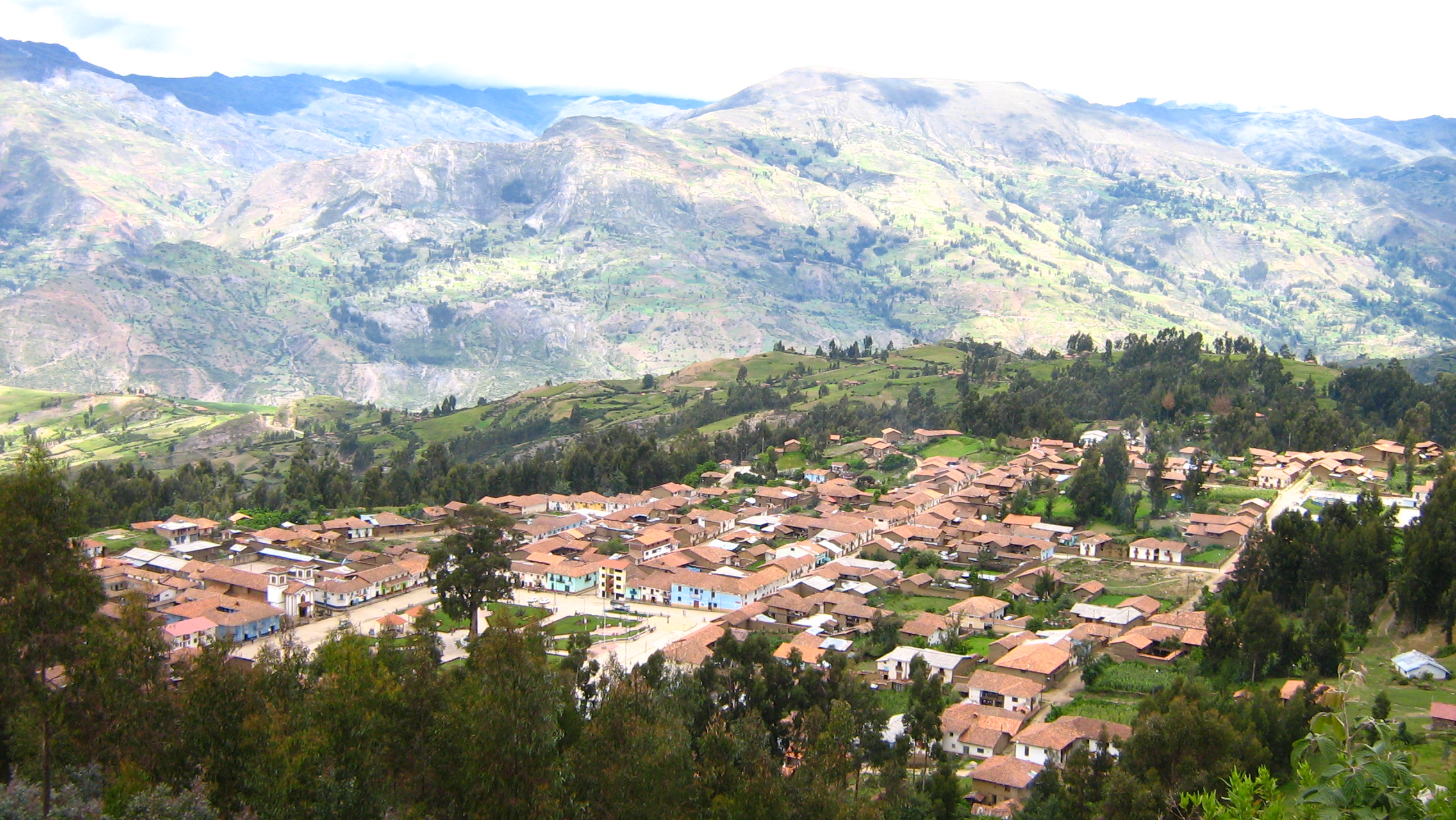
Foto panorámica de Piscobamba

## Historia
La presencia de Piscobamba es plurimilenaria, los restos arqueológicos de Tusinuyoq, a pocos pasos de la actual población, testimonian de la temprana presencia del hombre nativo. Estos restos fueron visitados en 1947 por el sacerdote ancashino, Mario Augusto Soriano Infante, quien sus estudios jamás los difundió. Como recuerdo de la orografía proteica, subsiste el mito de los cuatro de Piscobamba: Huáncash, Amañico, Campanayoq y Aswaq.
El distrito de Piscobamba surgió en la época de la Independencia Nacional. Y de hecho, por la actuación de Francisco Borja Rodríguez, fue capital de la provincia de Conchucos de entonces,  dentro del departamento de Junín (1824-1835). Y ese hecho está comprobado oficialmente, en la Constitución de Bolívar. De facto después de la derrota de la Confederación Peruano Boliviana, la capitalidad de Conchucos pasó a Sihuas, que legalmente habría detentado tal categoría administrativa, desde 1834. Pero Ramón Castilla, quien luchó a órdenes de Bulnes contra Santa Cruz, dio la ley del entierro político de la provincia de Conchucos, el 21 de febrero de 1861 porque Sihuas y Piscobamba estuvieron contra la invasión chilena de entonces. Castilla creó Pomabamba y Pallasca, a propuesta de Fernando Bieytes, diputado de Corongo. En el Comercio, de marzo de 1861, se lee que no hubo gestión popular para la creación de estas nuevas provincias y así consta la observación de un diputado iqueño.

## La capital, sus oficinas y servicios
La ciudad de Piscobamba es la capital de la provincia de Mariscal Luzuriaga, en virtud de la Ley 12541 de 12 de enero de 1956, promulgada en el gobierno del general Manuel A. Odría.  El área urbana tiene una población aproximada de 2000 habitantes. Entre las instituciones públicas se encuentran:  la Municipalidad Provincial, el Juzgado Mixto, la Gobernación, la oficina de Reniec, la Parroquia de San Pedro y San Pablo, el Colegio Mariscal Luzuriaga, que funciona desde hace 50 años. También tenemos el Centro de Salud, situado en el paraje de Andaymayo. Cerca a este último se levanta el Estadio Popular de Piscobamba, sobre el terreno que adquirió el Club Deportivo Mariscal Luzuriaga. Dejamos constancia que el exalcalde (2004-2010) hizo la remodelación y se olvidó de construir camerinos y de resolver la entrada directa desde la Avenida Marcelino Ocaña. Hay un edificio llamado  “Centro Cívico”, donde hasta la fecha siguen funcionando, además de la Municipalidad, el Banco de la Nación y la Gobernación. Los católicos, que son la mayoría, practican su culto en la moderna Iglesia, que está en la Plaza Mayor, frente al Centro Cívico, 'moderno nombre' copiado del de un edificio de Lima, que sirve para las tiendas de un emporio transnacional. En ese lugar se erigía el local del antiguo Cabildo.

## Otros servicios
En el sector de Romero Pampa funciona el llamado complejo educativo que alberga las instituciones de educación básica, aparte del mencionado colegio, está la Escuela de primaria “César Egúsquiza”  y el centro inicial. Hasta la fecha siguen funcionando los antiguos camposantos de Molinojirca y Yanaallpa. A fines de 2010, se estaba construyendo el coliseo municipal en el sector del barrio de Moyabamba. Los sábados hay una especie de feria, donde comerciantes del Callejón de Huaylas y algunos del lugar y de los distritos, venden básicamente productos de panllevar, carne y pescado. Hay hoteles y restaurantes que brindan atención de diferentes precios. Hay permanente servicio de transporte del lugar a Lima y a Huaraz, a esta última ciudad hay dos turnos diarios. En la avenida luzuriaga funciona el local de la Policía Nacional. Aún es posible consumir la rica chicha, conocida como aswa en quechua Hay gran cantidad de establecimientos comerciales que ofrecen una diversidad infinita de artículos llevados de Lima o de Huaraz. Al inicio del año 2011, había dificultades en la provisión de agua ”potable”, que la llaman entubada. Hay energía eléctrica las 24 horas del día e Internet, pero de baja velocidad. Y al paso, siempre ha chocho con rocoto y culantro.

### Atractivos

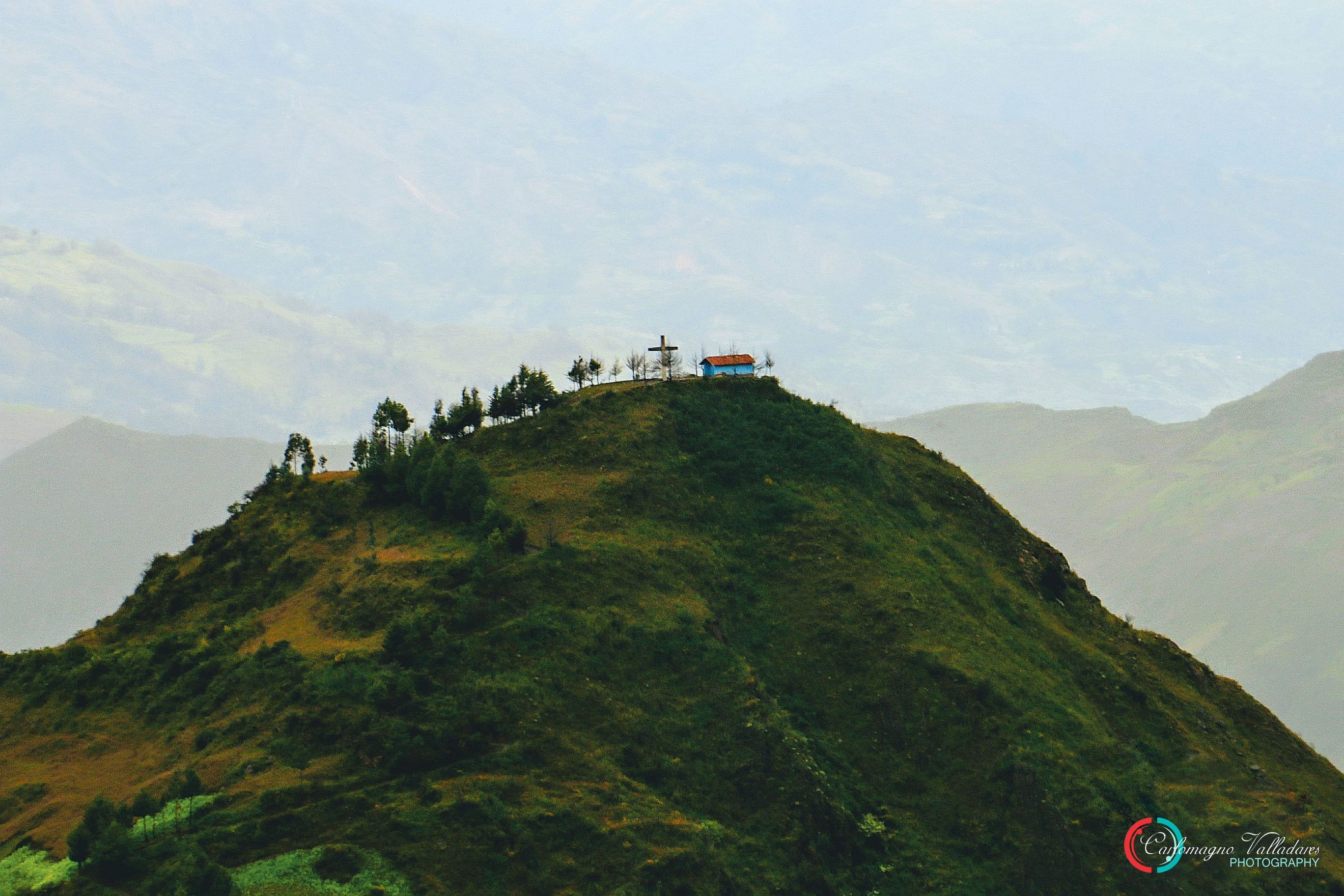
Huancash

Como lugares emblemáticos mencionamos: la Iglesia Matriz, reconstruida por el actual obispo de Huari, Ivo Baldi gaburri; el Cerro de Huáncash, con su fiesta de "Lunes Pascua" (sic) y el coposo eucalipto, plantado a finales del siglo XIX. Cabe mencionar Chontajirca, un cerro en la parte alta, al costado de la carretera que va hacia el marañón. Cerca pasa el camino del Inca, por el paraje de Tucuhuaqanan y se ven aún los respectivos tambos, mencionados por Felipe Guaman Poma Ayala.

### Heráldico eucalipto

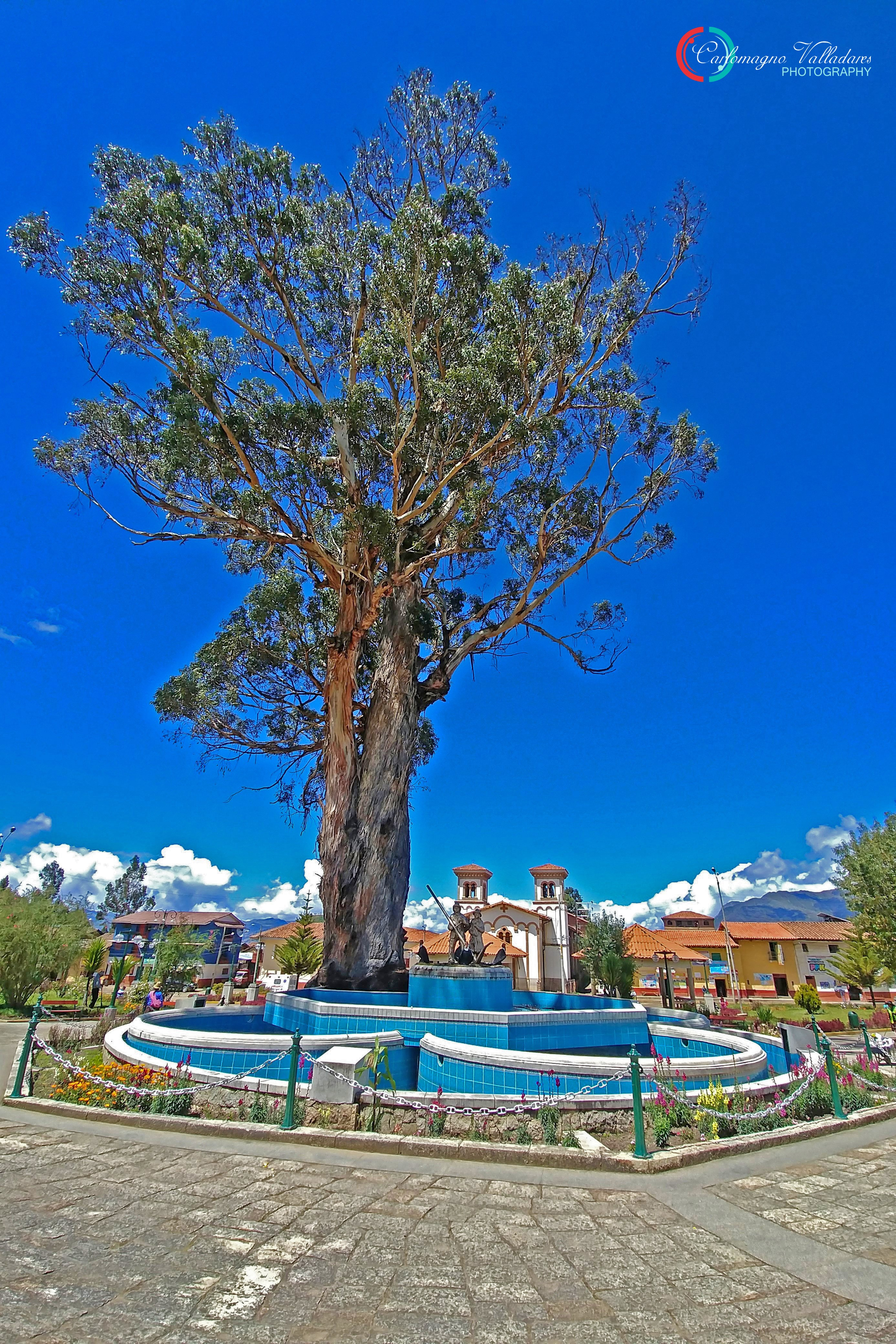
Magestuoso Eucalipto

Es un ejemplar alto y coposo más que centenario, plantado por el patriarca, Juan Bautista Rodríguez, en los años ochenta del siglo XIX. Tiene una altura de 67 m y 14 m de contorno. Ver "Capac Ñan" de Borja Cordelús y Timoteo Guijarro. Es un canto a la naturaleza. El año 1974 fue víctima de la intención de ser talado por los secuaces de Luis Alberto La Rosa, subprefecto del velascato. Esta acción fue descoyuntada por docentes acciopopulistas y maoístas y otros ciudadanos. Ver en "50 años del Colegio Mariscal Luzuriaga.Piscobamba" ( editora R.  Portella Egúsquiza)  y en la revista "Alma Libertana" N.º 2(2007): " Un árbol con historia y señorío" de Elfix Aryen.

### Recintos religiosos
- Dentro de la población se ubican la Iglesia Matriz, inaugurada en 1984 por Dante Frasnelli Tarter, prelado de Huari y del arzobispo de Lima Vargas Alzamora. Participó en su construcción el actual obispo de Huari, Ivo Baldi, cuando era párroco de Piscobamba.
- La capilla de Ramos en la parte noroeste, atesora la imagen de Cristo en agonía, y una pequeña imagen del Señor de Ramos. Partidero de la procesión triunfal de ramos, sufragan su cuidado los hijos del barrio del mismo nombre, residentes en Lima.
- La capilla de la Virgen Inmaculada, en el barrio de Mitobamba mal llamado 'Convento Alto', fue construida en 2001 por iniciativa del cura Jerónimo Rodríguez. Dio una nota fatídica el suicidio de Carlos Huamán en 1913, en el atrio de esta ermita.

#### En área rural del distrito
- Capilla de Patsuyanunan, paraje conocido también por 'San Miguel'. Se celebra fiesta la Fiesta de San Miguel, en setiembre. Cerca está una construcción cuestionada, llamada «Coliseo», una estructura mal usada y erigida en la turbia gestión del exalcalde, William Álvarez.
- La capilla de "Qillay kuwana", como quien va a Quinuabamba, fiesta en setiembre: Santa Cruz.
- Las capillas de Huáncash, con su capilla construida por el cura Manuel Vizarraga en 1938 y su gigantesca Cruz, recibiendo el nuevo milenio en el año 2000.
- La capilla de Chontajirca, cuya construcción empezó el exalcalde, Maximo Neyra Vega en 1948, en la fecha construida con paredes de piedra. Abusivamente, en la explanada del cerro. han levantado una torre de alta tensión, que puede ocasionar una tragedia en una ceremonia religiosa.
- Capilla de la Cruz de Tocana, levantada bajo dirección del cura Clodoaldo Vergara, en julio de 2006. Hay una peregrinación que va aumentando con el paso del tiempo. fecha de la romería el dos de julio, anualmente.
- Capilla de Socosbamba con su festividad religiosa de la Virgen de Dolores
- Capilla de Chaupi-urán, en honor del Señor de Allawpa.
- Capilla de Cauchos, el 14 de septiembre se festeja la Exaltación de la Cruz.

### Cementerios
Como parte ya del pasado, cabe mencionar: el de "Qorqash", acaso de la transición del incanato al coloniaje; sobre su territorio, se ha levantado la torre de la antena satelital en 2008.
- Además el de Mitobamba, en cuya superficie se ha edificado una I.E.I para niños y niñas.De este lugar sacaron tierra para adobes usados en la construcción de un hotel, cuya estructura profanatriz está montada sobre el sacro solar de la derruida iglesia colonial, émula de las de Chacas y Tauca.
- El cementrerio de Yanaallpa, refaccionado en 1966 por el alcalde Julián Ganvini, por cierto que está saturado. Ha cundido la fiebre de erigir los llamados 'nichos', de ladrillo y cemento; hay cierta huachafería y abigarramiento de formas, colores y adornos.
- El cementerio de Molinojirca, cercado en todo su perímetro, lo que se inauguró el 12 de diciembre de 2012. Guarda las cenizas de personalidades.Entre ellas: Joaquín Llanos y Melchor Valverde, combatientes de la Guerra del salitre, en 1879. Alfredo Villanueva, director de "Paisaje", informativo de once números en los años treinta. Juan B. Rodríguez, el sembrador del eucalipto del ágora piscobambina.  Reposan los restos de los alcaldes Leoncio Benites, Máximo Neyra, del cura Manuel Vizarraga y de tantos otros.

## Autoridades

### Municipales
- 2019 - 2022[5]
  - Alcalde: Roger Asencio Roca, del Partido Democrático Somos Perú.
  - Regidores:

  1. Melchor Alvino Cueva Chávez (Partido Democrático Somos Perú)
  2. Valentín Víctor Dionicio Miranda (Partido Democrático Somos Perú)
  3. Jacinto Pablo Miranda Estrada (Partido Democrático Somos Perú)
  4. Santa Eudocia Llallihuamán Charqui (Partido Democrático Somos Perú)
  5. Nilo Edvin Domínguez Calixto (Movimiento Independiente Regional Río Santa Caudaloso)

### Policiales
- Comisario: Comandante PNP

## Festividades
El Año Nuevo, en calendario romano el 1 de enero; la Adoración de los Reyes Magos el día 6; el 12 de enero: Aniversario de la Provincia; en febrero, fecha movible: los carnavales, con la plantación de chihualos (cortamonte) por barrios. La Semana Santa, después de la entrada del Sr. De Ramos, recibido con laureles. Algo especial, la Fiesta de la Cruz de Huáncash, el día siguiente del Domingo de Pascuas, habiéndose declarado feriado local; en la cima de este cerro se erigió una Cruz para recibir el milenio en curso. El 3 de mayo de cada año, la Fiesta de la Cruz de Chontajirca; fecha movible en mayo: el Día de la Madre. Luego la Fiesta patronal de San Pedro y San Pablo, con una duración de 15 días, incluyendo las novenas.
El dos de julio se realiza, desde 2006, la Peregrinación a Tocana,  en el dominio de rima-rima, donde se ha construido una capilla; el 28 y 29 de julio: Fiestas Patrias. El 30 de agosto la Fiesta de Santa Rosa en el barrio de Moyabamba. En setiembre: el  día 14, Santa Cruz en Chaupiürán, el 16 de setiembre, la Cruz de Qellay-kuwana, cerca al Camino del Inca;  el día 20: San Miguel en el barrio de Ptsuyanunan; el  dia26, la fiesta de la Virgen de las Mercedes, con las danzas duales de Awqa y Tinya palla. En Socosbamba, el 22 de octubre fiesta de la Virgen de Dolores. El día de Todos los santos y difuntos, 1 y 2 de noviembre. La Virgen Inmaculada el 9 de diciembre y finalmente, La Navidad, 25 de diciembre, con el diseño de nacimientos de qenwa, helecho y el reclamado uritu.

## Danzas y bailes de Piscobamba y de Mariscal Luzuriaga - Áncash
{{«Provincia de Mariscal Luzuriaga[...]»(2011)Depósito legal en BNP2011-07837}}
1.0.- Danzas de carácter nativo: auquin-danza, ruco, wapya palla, anaca, binaca, chuncho, shashu, arawij, cóndor rachi, qishpi-cóndor, apu-inka palla, tinyapalla, awqa-runa, yurigua.
1.1.- Bailes nativos: chimaychi o chimaiche, tinya, qatswa o cachua, cachaspari, aywallá.
2.0.- Danzas de influencia hispánica: Antichuncho, kiyaya, capitana, sargento, marcha, korpus, campiche, turco, pastoras, toro-pukllay, wanka, wankilla, alto vara o los mandos, pizarro, contrahuanquilla.
2.1.- Bailes mestizos: wayno cholo o chuscada, wayno mestizo, siega fiesta, trilla jaruy.
3.0.- Danzas de factura amoldada: jacha walluy (festejo comunal), diablillos, pastoras de velo, campo pastorcitos, enmascarados, ño carnavalón, pandillada.
3.1.- Bailes adoptados: cruzado, marinera serrana.
4.0.- Danzas de tipo escolarizado (réplica) o ritual: Shaqsha, segadores, los alcaldes, Apu –atahualpa.
4.1.- Rituales: vuelta con banda (pasacalle), diana y marchas marciales.
Danzas, bailes y rituales de Piscobamba
En primer lugar vamos a precisar que entendemos por los términos que aparecen en el encabezamiento. Danza viene a ser una expresión cultural de una población que conlleva música  y/o canciones; danzantes, usualmente uniformados, que incluyen individuos del mismo género o de ambos. Las danzas tienen una aparición necesaria y coherente con una fecha y su organización corre a cargo de un oferente-llamado devoto o capitán-. La ofrenda es a un santo o santa a cuya memoria se dedican varios días y casi toda la población participa, aumentada con la presencia de los hijos del lugar que retornan y de los visitantes o invitados para tal fecha. Las danzas se desplazan por vías públicas, con acompañamiento de vecinos, quienes en algunos momentos disfrutan del baile de un huayno o de un chimaychi, finalizando las exhibiciones. Ejemplos de danza podemos señalar: awqa (auga) que con su dual tinya palla salen en la fiesta de la Virgen de las mercedes.
Baile es una expresión musical, ejecutable por parejas o grupos, que puede realizarse en cualquier momento. Requiere música, pero no necesariamente ejecutada por músicos en vivo. Cualquier aparato tecnológico puede proveer la música, pero en la danza los músicos acompañantes son personas que dan sentido y función a la danza. Los bailes pueden ejecutarse en cumpleaños, matrimonios, bautizos, despedidas de viajes o después de ágapes o almuerzos de carácter social o institucional. Baile por ejemplo: chimaychi o huayno como especialidades más conocidas.
Ritual es un acto de carácter grupal, con un segmento poblacional, que conlleva música, otros elementos adherentes fuera de los actores principales; la concurrencia es espontánea y ocasional. Por ejemplo las dianas, después de los rezos de la novena, congregan  personas; estas por efecto de los tragos que brinda el novenante, se ponen a bailar. También el izamiento de bandera que puede concluir en brindis y almuerzo;  es simplemente con motivo de la celebración de una fecha cívica. Por el carácter sintético del trabajo, la nomenclatura de la clasificación es fácilmente comprensible y quizás no va a necesitar mayores aclaraciones.Para ampliar consultar el libro Provincia de Mariscal Luzuriaga/Capital Piscobamba/Distritos(2011). Además el trabajo de Emiliano Gonzales, publicado en Conquista de los Conchucos, que figura en el compendio Pomabamba/ciudad de los cedros(2011)